# دوبرسبرگ
دوبرسبرگ (به آلمانی: Dobersberg) یک منطقهٔ مسکونی در اتریش است که در ناحیه وایدهوفن آن در تایا واقع شده‌است. دوبرسبرگ ۴۷٫۵۹ کیلومتر مربع مساحت دارد ۴۶۵ متر بالاتر از سطح دریا واقع شده‌است.